# Фрањо Малгај
Фрањо Малгај (Хрушевец, у близини Цеља, 10. новембар 1894 — Толсти Врх при Равнах на Корошкем-дел, 6. мај 1919) је био официр војске Аустроугарске, учествовао је у борбама за северну границу са Рудолфом Мајстером и Мајстровим борцима, као и у оквиру војске Краљевства СХС. Био је и песник. Извршио је самоубиство 6. маја 1919. на Толсти Врху у Корушкој.

## Образовање и војна служба
Основну и нижу средњу школу је завршио у Цељу. Вишу средњу школу похађа у Крању и Пазину у Истри.
Завршио је Школу резервних официра пешадије у Грацу. Учествује као кадет у Првим и Другим биткама на Исонзо фронту, где је оболео од тифуса. Због својих храбрих напада на италијанско утврђење на Монте Зебио током борби на фронту у Тиролу 1916. године добија Златну медаљу за храброст и бива послат у позадину, тачније, у чину резервног поручника аустроугарске војске бива прекомандован у 87. Пешадијску регименту у Цеље. У октобру 1918. уписује Правни факултет у Грацу. Током новембра 1918. (са словеначким добровољцима, отпуштеним припадницима аустроугарске војске и четом добровољаца бивших војника Краљевине Србије који су се у повратку из заробљеништва придружили Малгајевим борцима) осваја штајерски град Цеље (Cilli) и Корушки град Великовец (Völkermarkt).

## Смрт
О његовој смрти постоји више верзија. Најчешћа је да је током борби у Корушкој, опкољен и рањен, 6. маја 1919. и да извршава самоубиство око 14 часова да би избегао да буде жив заробљен. Постоје и записи да је његова мистериозна смрт узрокована случајном експлозијом због прерано активиране бомбе, као и гласине у јавности да га је с леђа убио војник из Србије, по наредби коју је добио из Београда односно због сукоба са групом војника из Србије .
Постхумно је, током 1920. године, одликован Карађорђевом звездом са мачевима, четвртог степена.